# Hilel Fürstenberg
Hilel Fürstenberg (hebrejsky הלל פורסטנברג‎; * 29. září 1935) je americko-izraelský matematik. Je známý především jako průkopník aplikace teorie pravděpodobnosti a ergodické teorie v oblastech teorie čísel a Lieových grup. V počátcích svá kariéry upoutal pozornost autorstvím inovativního topologického důkazu nekonečnosti množiny prvočísel. Je nositelem Wolfovy ceny za matematiku.

## Biografie
Narodil se v Berlíně v Německé říši a v roce 1939, krátce před vypuknutím druhé světové války, emigroval s rodinou do Spojených států. Studoval na Yeshiva University, kde v roce 1955 zakončil svá bakalářská a magisterská studia. V roce 1958 získal pod vedením Salomona Bochnera doktorát na Princeton University. Několik let působil na University of Minnesota a v roce 1965 se stal profesorem matematiky na Hebrejské univerzitě v Jeruzalémě v Izraeli.

## Ocenění
- 1993 – Izraelská cena za exaktní vědy[1]
- 1993 – Harveyho cena
- 2006/2007 – Wolfova cena za matematiku
- 2020 – Abelova cena

Kromě zmíněných ocenění je Fürstenberg členem Národní akademie věd USA a Izraelské akademie věd a klasického vzdělávání.